# Zmeevo
Zmeevo (bulgariska: Змеево) är ett distrikt i Bulgarien.   Det ligger i kommunen Obsjtina Baltjik och regionen Dobritj, i den östra delen av landet, 400 km öster om huvudstaden Sofia.
Trakten runt Zmeevo består till största delen av jordbruksmark. Runt Zmeevo är det ganska glesbefolkat, med 40 invånare per kvadratkilometer.